# Baltic Pipe

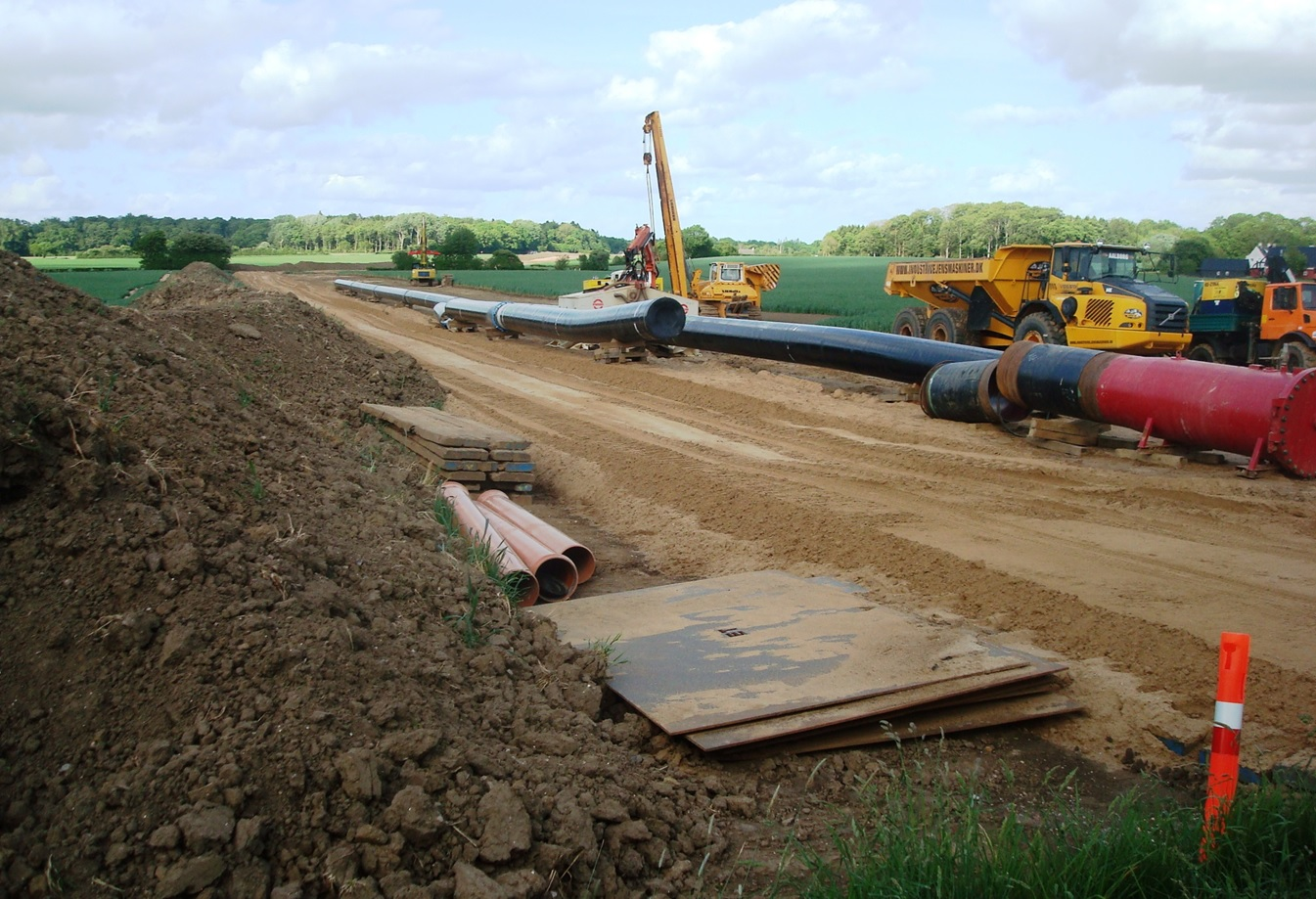
Nedläggning av Baltic Pipe vid Sønder Stenderup i Koldings kommun, maj 2022

Baltic Pipe är en rörledning för naturgas från Norge över Danmark till Polen. Ledningen, som invigdes i september 2022, beräknas från slutet av 2022 transportera 10 miljarder kubikmeter gas per år från Norge till Danmark och Polen.
Syftet med gasledningen är att försörja i första hand Danmark och Polen med norsk naturgas. På så sätt kan energisäkerheten öka, också i Sverige, eftersom gasmarknaden i Västsverige är integrerad med den danska. Polen kan med gasledningen kraftigt minska sitt beroende av rysk gas.

## Genomförande av projektet
Baltic Pipe genomförs i samarbete mellan det danska energiföretaget Energinet och det polska statliga Gaz-System. Projektet har även tagits upp på EU:s lista över projekt av gemensamt intresse, där infrastrukturprojekt placeras som bidrar till EU:s energipolitiska mål om säker, billig och hållbar energi och som bidrar till att stärka den europeiska energimarknaden. EU har också bidragit med ekonomiskt stöd till projektet.
Projektet består av följande fem delar:
- Gasledning i Nordsjön - En gasledning som placeras på Nordsjöns botten och binder ihop det norska ledningsnätet med det danska. Ledningen ansluts till gasledningen Europipe II, som sedan tidigare binder samman Norge och Tyskland genom Nordsjön. Den nya ledningen beräknas bli 105-110 kilometer lång.[6]
- Gasledning i Danmark - Omkring 200 kilometer nya ledningar genom Danmark och Lilla Bält för att öka kapaciteten hos det danska gasledningsnätet så att det klarar den ökade mängden gas.[7]
- Kompressorstation i Danmark - En gaskompressorstation på sydöstra Själland som ska öka gasens tryck för att den ska kunna transporteras genom Östersjön till Polen. Den gör det också möjligt att transportera gas i andra riktningen.[8]
- Gasledning i Östersjön - En gasledning genom Östersjön för att binda ihop Danmarks och Polens nät  genom danskt havsområde, vidare över svenskt, sedan in på danskt igen i närheten av Bornholm, för att sedan komma in på polskt havsområde. Sträckningen beräknas bli 275 kilometer lång till Niechorze.[9]
- Gasledning i Polen - Utbyggnad till det befintliga gasledningsnätet. Sammanlagt uppskattas det bli omkring 230-280 kilometer nya ledningar. [10]

I juli 2022 anslöts Baltic Pipe till Energinets danska och Gaz-Systems polska transmissionsnäten i Faxe respektive i Pogorzelica.
Gaz-System har tre kompressorstationer i den polska systemet för Baltic Pipe, de två tidigare och utbyggda i Odolanów och Goleniów och den nybyggda i Gustorzyn, vilka sluttestades i augusti 2022.
Invigningen av naturgasledningen skedde den 27 september 2022 i Szczecin, samma dag som Nord Stream 1 och Nord Stream 2 slogs ut genom fyra sprängda hål genom sabotage.

## Sträckning
I Danmark går gasledningen i tolv kommuner, ibland längs med existerande ledningar och ibland med ny dragning.
I Sverige går den planerade sträckningen på den svenska kontinentalsockeln utanför svenskt territorialvatten, men i den svenska ekonomiska zonen. Den går genom Natura 2000-området Sydvästskånes utsjövatten som är skyddat enligt Habitatdirektivet sedan 2016 för att skydda bland annat gråsäl och tumlare, samt naturtyperna sandbankar och rev.